# Фрунза
Фрунза (рум. Frunza) — село у повіті Горж в Румунії. Входить до складу комуни Логрешть.
Село розташоване на відстані 195 км на захід від Бухареста, 38 км на південний схід від Тиргу-Жіу, 59 км на північ від Крайови.

## Населення
За даними перепису населення 2002 року у селі проживали 502 особи, усі — румуни. Усі жителі села рідною мовою назвали румунську.